# Тарбагатайка (село)
Тарбагатайка (рос. Тарбагатайка) — село Заіграєвського району, Бурятії Росії. Входить до складу Сільського поселення Тамахтайське.
Населення — 33 особи (2015 рік).